# Anton Hauser (Priester)
Anton Hauser (* 14. Oktober 1840 in Gundremmingen; † 22. Juni oder 22. Juli 1913 im Kloster St. Ottilien in Eresing) war ein deutscher römisch-katholischer Geistlicher und wurde der Großpapa der Katholischen Arbeitervereine genannt.

## Leben

### Elternhaus und Werdegang
Anton Hauser wurde als jüngstes von sechs Kindern des Gutsbesitzers Karl Hauser und dessen Ehefrau Maria (geb. Demeter), die von dem nahe gelegenen Gut Hygstetten (siehe Hygstetterhof) stammte, geboren; sein ältester Bruder war der spätere Reichsgerichtsrat Lorenz Hauser.
Bereits in seiner Kindheit entstand in ihm der Wunsch, Pfarrer zu werden, so hielt er bereits in dieser Zeit Predigten vor seinen Geschwistern und Freunden.
Er besuchte sechs Jahre lang die Gundremminger Volksschule und kam darauf an das Gymnasium (siehe Johann-Michael-Sailer-Gymnasium) in Dillingen sowie später an das Lyzeum (siehe Allgäu-Gymnasium) in Kempten und das Ludwigsgymnasium in München.
Er immatrikulierte sich 1860 an der Universität München zu einem Studium der Philosophie und hörte Vorlesungen zur allgemeinen Geschichte, Literaturgeschichte und zur römischen Rechtsgeschichte. Im Herbst 1861 setzte er sein Studium mit dem Besuch von Theologie-Vorlesungen an der Universität Tübingen und von 1862 bis 1864 in München fort. In Tübingen hörte er die Vorlesungen bei Karl Joseph von Hefele, Johannes von Kuhn, Felix Himpel sowie Moritz Aberle und in München unter anderem bei Ignaz Döllinger, Daniel Bonifaz von Haneberg, Max von Stadlbaur, Franz Xaver Reithmayr, Isidor Silbernagl und Valentin Thalhofer.
Am 31. Juli 1864 wurde er durch den Augsburger Bischof Pankratius von Dinkel im Herzoglichen Georgianum zu München zum Priester geweiht. Seine Primiz feierte er am 10. August 1864 bei seinem Onkel Lorenz Demeter auf dem Gut Hygstetten.
Vom 22. Oktober 1864 bis 1868 war er zweiter Stadtkaplan in Lindau am Bodensee; zu seinen Aufgaben gehörte unter anderem auch der Religionsunterricht an der Lateinschule (siehe Bodensee-Gymnasium) und der Realschule. 1868 wurde er als Benefiziat und Katechet an das Institut der Englischen Fräulein in Augsburg (siehe Maria-Ward-Realschule) berufen und unterrichtete dort als Religionslehrer und war zugleich der Hausgeistliche.
Er stellte sich auch für Predigtaushilfen und für Exerzitien zur Verfügung und man fand ihn auch unter den Weltpriestern, die Volksmissionen hielten, dazu organisierte er Volkswallfahrten und warb für die Ideen des 1890 gegründeten Volksverein für das katholische Deutschland in Mönchengladbach, mit den Schwerpunkten der Erwachsenenbildung, Hinführung zum guten Buch und zur christlichen Presse.
Als es 1871, aufgrund der Unfehlbarkeitserklärung durch Papst Pius IX., in Mering zur Gründung einer Gemeinde der Altkatholischen Kirche kam, hielt Anton Hauser für lange Zeit an den Sonntagen regelmäßig für die katholisch gebliebenen Gemeindemitglieder den Gottesdienst, weil der Ortspfarrer Joseph Renftle zu den Altkatholiken übergetreten war.
Ein Jahr nach Eintritt in den Ruhestand zog er sich in das Missionskloster St. Ottilien zurück und wurde dort auch begraben.

### Wirken für die Katholischen Arbeitervereine
Anton Hauser fühlte sich bereits als Student und Jungpriester von den Gedanken des Mainzer Bischofs Wilhelm Emmanuel von Ketteler zum sozialen Gewissen zutiefst innerlich angerufen und zum eigenen Handeln verpflichtet und war ein Verehrer des Theologen Johann Michael Sailer, der gesagt hatte, fangen Sie bei Ihrem Wirken immer bei sich selbst an.
Er beschäftigte sich intensiv mit Fragen der Erziehung, der Frauenbewegung und der Arbeiterwelt besonders aber mit allen priesterlichen und kirchlichen Verhältnissen; sein Freund Max Steigenberger (1847–1918) schrieb ein Jahr nach seinem Tod, dass es nicht möglich gewesen sei, in sein Zimmer zu kommen, ohne dass man auf seinem Arbeitstisch die neuesten literarischen Erscheinungen, Broschüren und Zeitschriften über alle denkbaren und aktuellen Zeitfragen fand. Dazu waren häufig Priester, Gelehrte und Arbeiter seine Gäste, mit denen er die aktuellen Lebens- und Gesellschaftsfragen besprach. Er betrachtete die unterschiedlichsten Themen und hatte sich hierbei den Grundsatz von Joseph Görres zu eigen gemacht: Man muss bei jedem Kampfe zuerst fein säuberlich das beiseite tun, was für die Sache des Gegners spricht, dann erst lässt sich ein gerechter, erfolgversprechender Kampf mit dem Gegner führen.
Er trat mit seinen Forderungen nicht lautstark auf, sondern überzeugte mit Argumenten, nicht mit Emotionen; Wissen und Erfahrung waren die Grundlage seiner Strategie.
Um sein Weltbild zu erweitern, machte er verschiedene große Reisen, unter anderem an den Rhein, nach Tirol, in die Schweiz und nach Italien, so war er dreimal nach Rom gepilgert sowie dreimal nach Lourdes.
Für das Anliegen der Arbeiter, so schrieb sein Freund Max Steigenberger, war Anton Hauser eine brennende Leuchte in ganz Deutschland.
Als Religionslehrer in München war ihm bewusst, wie wichtig das Zusammenwirken von Schule und Elternhaus und der Einfluss der Mütter war und er gründete darauf 1871 einen Christlichen Mütterverein für die Stadt Augsburg; dazu hielt er monatlich in der Herz-Jesu-Kapelle des Englischen Instituts für die Mütter einen religiösen Vortrag. Er bemühte sich auch, eine Marianische Kongregation einzuführen und zu fördern und beschäftigte sich in gleicher Weise mit den sozialen Forderungen der Arbeiterschaft, wie sie sich aus den Grundsätzen des christlichen Glaubens stellten; diese Sorge wurde für ihn zur zweiten Lebensaufgabe, sichtbar geworden 1874, gemeinsam mit dem Schuhmachermeister Georg Lenz und dem Fabrikarbeiter Franz Beeh, in der Gründung eines Katholischen Arbeitervereins (Christlich-Socialer Arbeiterverein Augsburg, ab 1876: Christlicher Arbeiterverein, ab 1889: Katholischer Arbeiterverein), in Augsburg, dessen Präsident er bis 1909 war. Der Verein war der erste dieser Art im südlichen Deutschland; die bis dahin bestehenden Vereinigungen waren hauptsächlich Kranken- und Sterbevorsorgekassen für Arbeiter, aber Anton Hausers Absicht war es, alle Aufgaben und Ziele des Arbeiterstandes, sowohl die ideellen als auch die materiellen, zu behandeln.
Mit gleich gesinnten katholischen Männern begann er im Bistum Augsburg verschiedene Arbeitervereine zu gründen und dehnte dies im Laufe der Zeit auch auf andere Diözesen aus.
1893 rief er, als Vorstufe des Arbeitervereins den Jugendbund ins Leben, der so lange Bestand hatte, bis die katholischen Gesellenvereine durch Statutenänderung auch die jugendlichen Arbeiter als Mitglieder aufnahmen.
Er war ebenfalls an der Gründung des Süddeutschen Verbandes des katholischen Arbeitervereins in München sowie an der Entstehung der Verbandszeitschrift Der Arbeiter beteiligt.

### Stiftungen
Anton Hauser stiftete, gemeinsam mit seinem Bruder, 1871 der Gemeinde Gundremmingen eine Herz-Jesu-Kapelle im neugotischen Stil und er stiftete 1891 der dortigen Pfarrei den Kalvarienberg, der auf seinem eigenen Waldgrundstück in der Zeit vom 1. Juni bis 1. August 1891 errichtet wurde; die benötigten 172 Fuhren Baumaterial fuhren die Grundremminger Bauern kostenlos an, während die übrige Bevölkerung die nötigen Handdienste freiwillig ausführte; er vermachte den Kreuzbergwald der Pfarrkirchenstiftung.

## Ehrungen und Auszeichnungen
Anton Hauser hatte sich während des Deutsch-Französischen Krieges 1870/1871 der kranken und verwundeten Soldaten angenommen, die im Augsburger Lazarett lagen und erhielt hierfür die Kriegsgedenkmünze für Nichtkombattanten.
Er wurde 1873 durch Bischof Pankratius von Dinkel zum Geistlichen Rat ernannt und 1896 wurde ihm der päpstliche Ehrentitel Monsignore verliehen.
Der Politiker Franz Hitze zeichnete Anton Hauser mit dem Ehrentitel Großpapa der Katholischen Arbeitervereine aus.
In Gundremmingen wird Anton Hauser durch die Anton-Hauser-Straße und in Augsburg durch den Präses-Hauser-Platz, geehrt.